# Anse du Gros Ventre
L'anse du Gros Ventre – il existe une autre « anse du Gros Ventre » aux Kerguelen, notée III (dans le golfe du Morbihan – est une baie située à l'extrémité sud de la péninsule Rallier du Baty dans les îles Kerguelen. Elle abrite la plage de la Possession qui est le lieu historique de la prise de possession par le royaume de France des « îles de la Désolation » en 1772.

## Géographie
L'anse du Gros Ventre est située au milieu de la côte méridionale de la péninsule Rallier du Baty dans laquelle se déversent différentes rivières alimentées par les glaciers du massif Rallier du Baty dont la principale est la rivière des Sables.
Petite baie relativement fermée et protégée des vents dominants, elle accueille en son fond la plage de la Possession, une plage de sable noir qui, située pratiquement sur le 50e parallèle sud, présente la particularité d'être la plage la plus méridionale du territoire français.

## Histoire

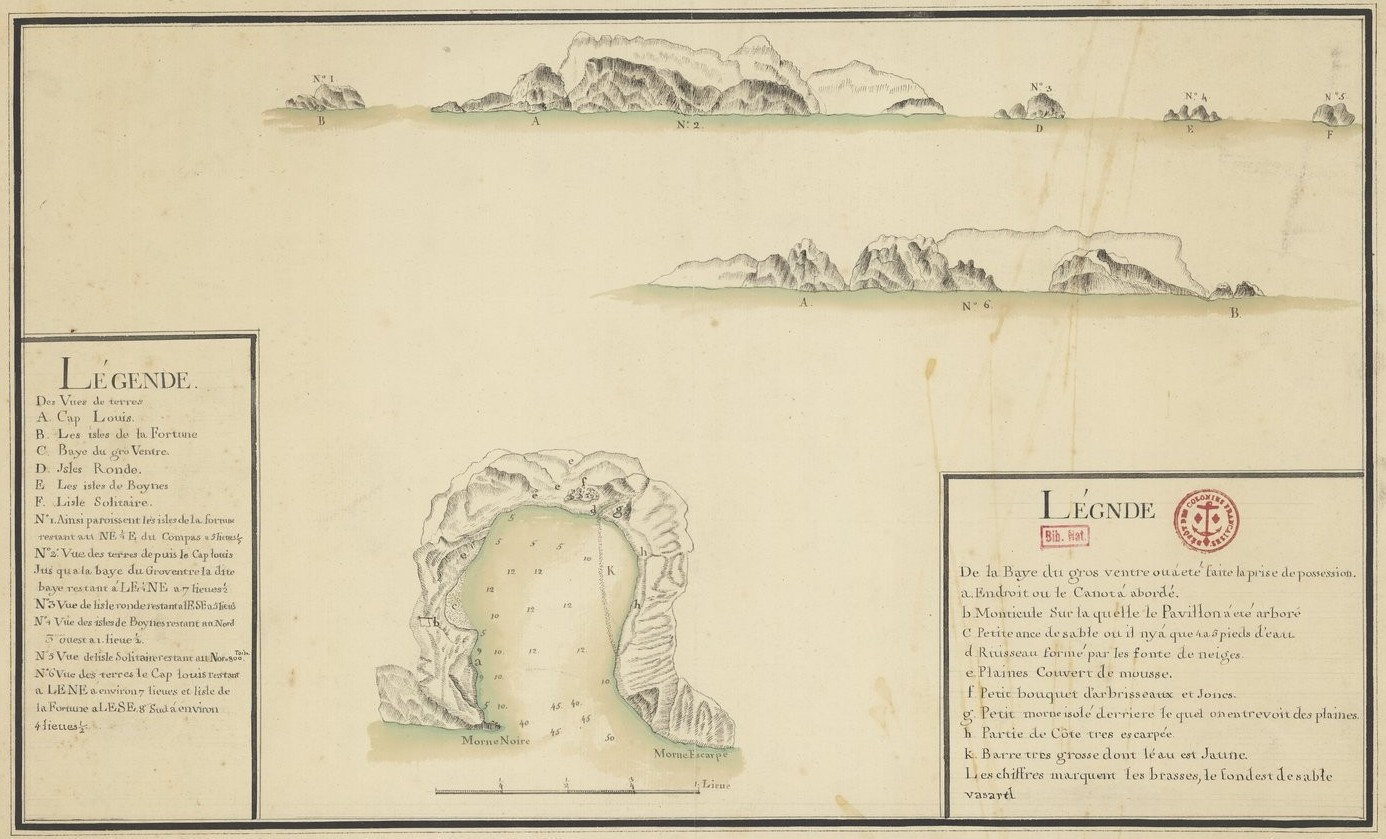
Carte de la « baie du Gros Ventre » et profil de la côte levés en 1772 lors de la prise de possession de l'archipel.

Le 13 février 1772, au lendemain de la découverte de l'archipel par l'expédition menée par Yves Joseph de Kerguelen de Trémarec, l'équipage du Gros Ventre, commandé par Louis Aleno de Saint-Aloüarn, mouille dans l'anse et met la chaloupe La Mouche à la mer, sous les ordres de l'enseigne de vaisseau Charles du Boisguehenneuc qui débarque à terre – sur la future plage de la Possession – pour effectuer la prise de possession des « îles de la Désolation » au nom du roi de France, Louis XV,. L'anse prend le nom du navire dès 1772 sur la carte dite « de Rosily ».
En 2015, François Garde et quatre compagnons entreprennent la seconde traversée nord-sud de l'archipel, partant de la baie de l'Oiseau pour arriver à l'anse du Gros Ventre sur la plage de la Possession.